# Városi Stadion (Nyíregyháza)
El Városi Stadion es un estadio de fútbol ubicado en la ciudad de Nyíregyháza, Hungría. El estadio fue inaugurado el 25 de agosto de 2024 y posee una capacidad para 8.150 espectadores. El club Nyíregyháza Spartacus FC de la Primera División de Hungría disputa sus partidos como local en el estadio.

## Historia
El 26 de septiembre de 2020 se anunció el inicio de la planificación del nuevo estadio. El aforo será para 8150 espectadores. El 11 de enero de 2021, el sitio especializado StadiumDB.com reveló el diseño del nuevo estadio.
En mayo de 2021, Épkar Zrt. y Wetland Generál Kft. firmaron el contrato para obtener los permisos para la construcción del estadio, completar el diseño del estadio y preparar la construcción.
En junio de 2021, también se anunció que Nyíregyháza jugaría sus partidos en casa en el Balmazújvárosi Városi Sportpálya hasta que se completara la construcción del estadio. 
El 23 de agosto de 2021 se inició la demolición del antiguo estadio. Los principales empresarios fueron Építő- és épületkarbantartó Zrt. y NYÍR-WETLAND General Zrt. La construcción fue financiada por el gobierno húngaro en el marco del Programa de Desarrollo de nuevos Estadios.
La construcción del nuevo estadio comenzó el 11 de febrero de 2022, Ferenc Kovács, alcalde de Nyiregyháza, anunció que el nuevo estadio sería de categoría 3 de la UEFA.
El 14 de mayo de 2024, se anunció que el estadio estaría terminado para el inicio de la temporada 2024-25 del Nemzeti Bajnokság I. Según Magyar Építők, al estadio solo le faltaba el césped.
El 25 de agosto de 2024 se inauguró el estadio, Nyíregyháza recibió al Fehérvár FC por en la quinta jornada de la Nemzeti Bajnokság I 2024-25.
El 21 de septiembre de 2024 se batió el récord de asistencia en un partido por la liga contra el Debreceni VSC al que asistieron 8.000 espectadores.

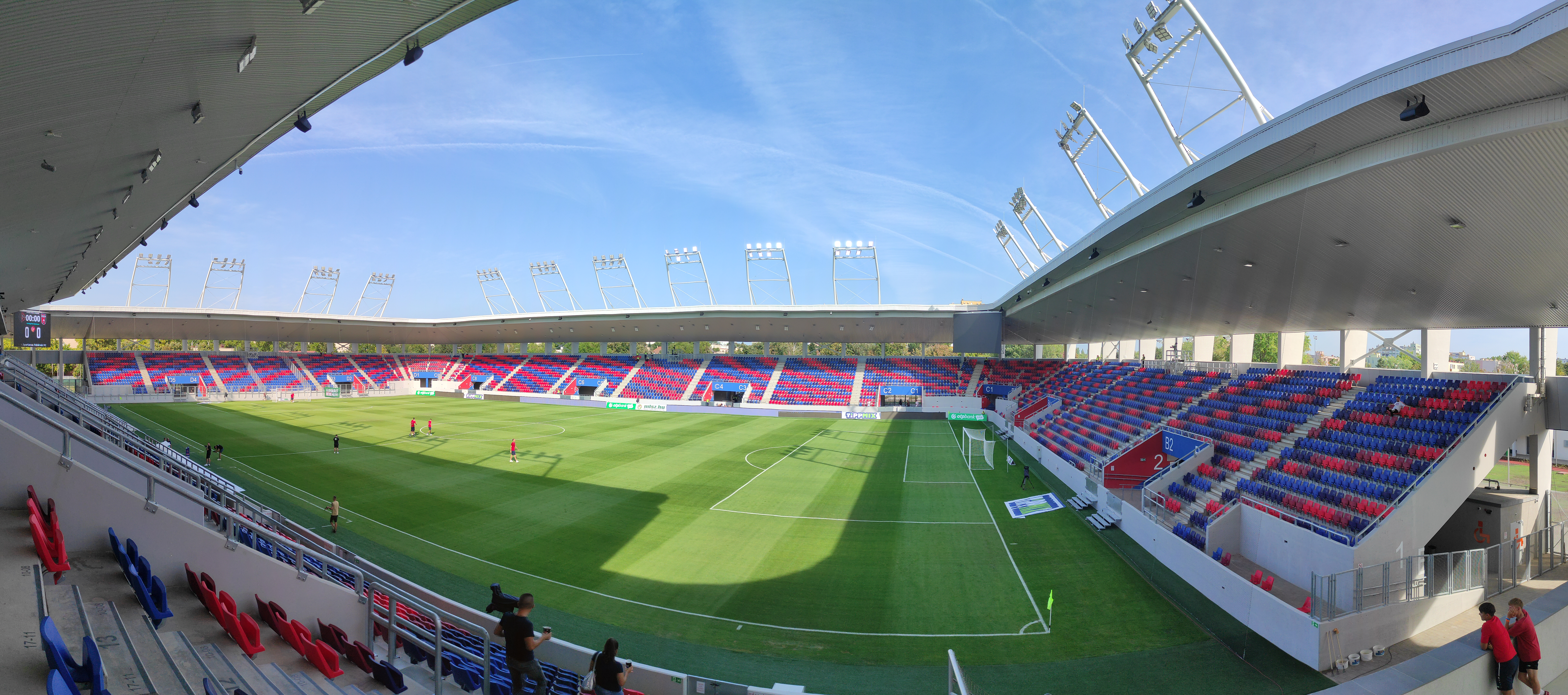
Panorámica del estadio.

## Antiguo estadio
El Nyíregyházi Városi Stadion fue un estadio de fútbol y atletismo. El recinto deportivo también era conocido como Estadio Sóstói o Estadio Sóstói Úti, por la calle Sóstói út donde se ubicaba. El club de fútbol Nyíregyháza Spartacus FC, que ascendió a la primera división húngara en la temporada 2014-15, disputó sus partidos como local en este estadio.
El estadio se inauguró en 1958 y fue renovado gradualmente durante los años siguientes, hasta la década de 1980. El récord de asistencia también data de este período. El 1 de noviembre de 1980, un partido contra el Ferencváros Budapest atrajo a 28.000 espectadores. La ciudad de Nyíregyháza fue seleccionada para albergar el Campeonato Europeo Juvenil de Atletismo de 1995, y las competiciones se celebraron en el estadio del 27 al 30 de julio.
En 2002 se añadió la tribuna oeste, de gran altura y cubierta. Esta tribuna, de un solo nivel, cumplía con los estándares de la FIFA y ofrecía 3400 asientos. También albergaba las oficinas del club y los vestuarios. El estadio remodelado reabrió sus puertas el 5 de octubre de 2002 con un partido que terminó 2-3 entre el Nyíregyháza Spartacus FC y el Pécsi Mecsek FC. El estadio ofrecía 10.300 asientos, de los cuales 4.200 estaban cubiertos. Las gradas formaban un anillo circunferencial y los asientos lucían los colores del club, rojo y azul, interrumpido únicamente por la nueva tribuna. El marcador electrónico, instalado en 2003, se ubicaba en la curva norte. Reemplazó al marcador a partir de 1992. Los reflectores en cuatro mástiles proporcionaban 1.250 lux de iluminación. 
El estadio Városi fue demolido en 2021 y en su sitio se construyó el nuevo estadio con capacidad para 8.150 asientos.

Panorámica del antiguo estadio.